# The Fortune Hunter (film 1914)
The Fortune Hunter è un film muto del 1914 diretto da Barry O'Neil. La sceneggiatura di Clay M. Greene si basa sull'omonimo lavoro teatrale di Winchell Smith che, a Broadway - dove aveva debuttato il 4 settembre 1909, aveva avuto come protagonista John Barrymore.
Il lavoro di Winchell Smith fu adattato per lo schermo altre due volte, nel 1920 con The Fortune Hunter diretto da Tom Terriss e nel 1927 con The Fortune Hunter di Charles Reisner.

## Produzione
Il film fu prodotto dalla Lubin Manufacturing Company.

## Distribuzione
Il copyright del film, richiesto dalla Lubin Mfg Co., fu registrato il 17 settembre 1914 con il numero LU3372.
Distribuito dalla General Film Company, il film uscì nelle scale cinematografiche statunitensi nell'ottobre 1914.
Non si conoscono copie ancora esistenti della pellicola che viene considerata presumibilmente perduta.